# نظارت سرگرمی آفریقا
جدول‌های پخش موسیقی در آفریقای جنوبی توسط شرکت نظارت سرگرمی آفریقا (انگلیسی: Entertainment Monitoring Africa; EMA)، که در گذشته با نام مولتی‌گاید آفریقای جنوبی (انگلیسی: Mediaguide South Africa) شناخته می‌شد، گردآوری و منتشر می‌شد. این شرکت، به‌عنوان بخش خدمات لجستیک سرگرمی (ELS) یکی از اعضای گروه رسانه‌ای تایمز است. نظارت سرگرمی آفریقا یک جدول هفتگی متشکل از ۱۰ آهنگ برتر پخش‌شده را ارائه می‌دهد که به صورت آنلاین در دسترس عموم قرار دارد. یک جدول تشکیل‌شده از ۱۰۰ آهنگ برتر نیز تنها برای کاربران مشترک‌شده در وبگاه این شرکت در دسترس است. نخستین جدول ۱۰ آهنگ برتر پخش‌شده تحت عنوان EMA در ۲۱ مهٔ ۲۰۱۳ منتشر شد که اولین تک‌آهنگ آن «خطوط ناواضح» اثر رابین تیک با حضور تی.آی. و فارل ویلیامز بود. در سال ۲۰۱۴، سیتی پرس نوشت که جدول‌های EMA «به عنوان یک استاندارد در صنعت برای ردیابی آهنگ‌هایی که در رادیو پخش می‌شوند، در نظر گرفته می‌شود». EMA در حال حاضر بر ۴۸ ایستگاه رادیویی و ۸ ایستگاه تلویزیونی نظارت دارد.